# Nicolas Gestin
Nicolas Gestin (Quimperlé, 14 de marzo de 2000) es un deportista francés que compite en piragüismo en la modalidad de eslalon.
Participó en los Juegos Olímpicos de París 2024, obteniendo una medalla de oro en la prueba de C1 individual.
Ganó tres medallas en el Campeonato Mundial de Piragüismo en Eslalon, en los años 2021 y 2023, y una medalla de plata en el Campeonato Europeo de Piragüismo en Eslalon de 2025.
Estudió un máster en la Escuela de Urbanismo de París.

## Palmarés internacional
| Juegos Olímpicos   | Juegos Olímpicos           | Juegos Olímpicos | Juegos Olímpicos |
| Año                | Lugar                      | Medalla          | Competición      |
| ------------------ | -------------------------- | ---------------- | ---------------- |
| 2024               | París (Francia)            | Medalla de oro   | C1 individual    |
| Campeonato Mundial |                            |                  |                  |
| Año                | Lugar                      | Medalla          | Competición      |
| 2021               | Bratislava (Eslovaquia)    | Medalla de oro   | C1 por equipos   |
| 2023               | Londres (Reino Unido)      | Medalla de oro   | C1 por equipos   |
| 2023               | Londres (Reino Unido)      | Medalla de plata | C1 individual    |
| Campeonato Europeo |                            |                  |                  |
| Año                | Lugar                      | Medalla          | Competición      |
| 2025               | Vaires-sur-Marne (Francia) | Medalla de plata | C1 individual    |